# The Graces
The Graces (in italiano: "Le grazie") furono una serie di riforme proposte dai cattolici irlandesi tra il 1628 ed il 1634 al sovrano d'Inghilterra, di fede protestante, per migliorare le loro condizioni in Irlanda in un periodo in cui la legislazione di Londra andava escludendoli sempre più dalla vita politica del paese.

## Antefatto

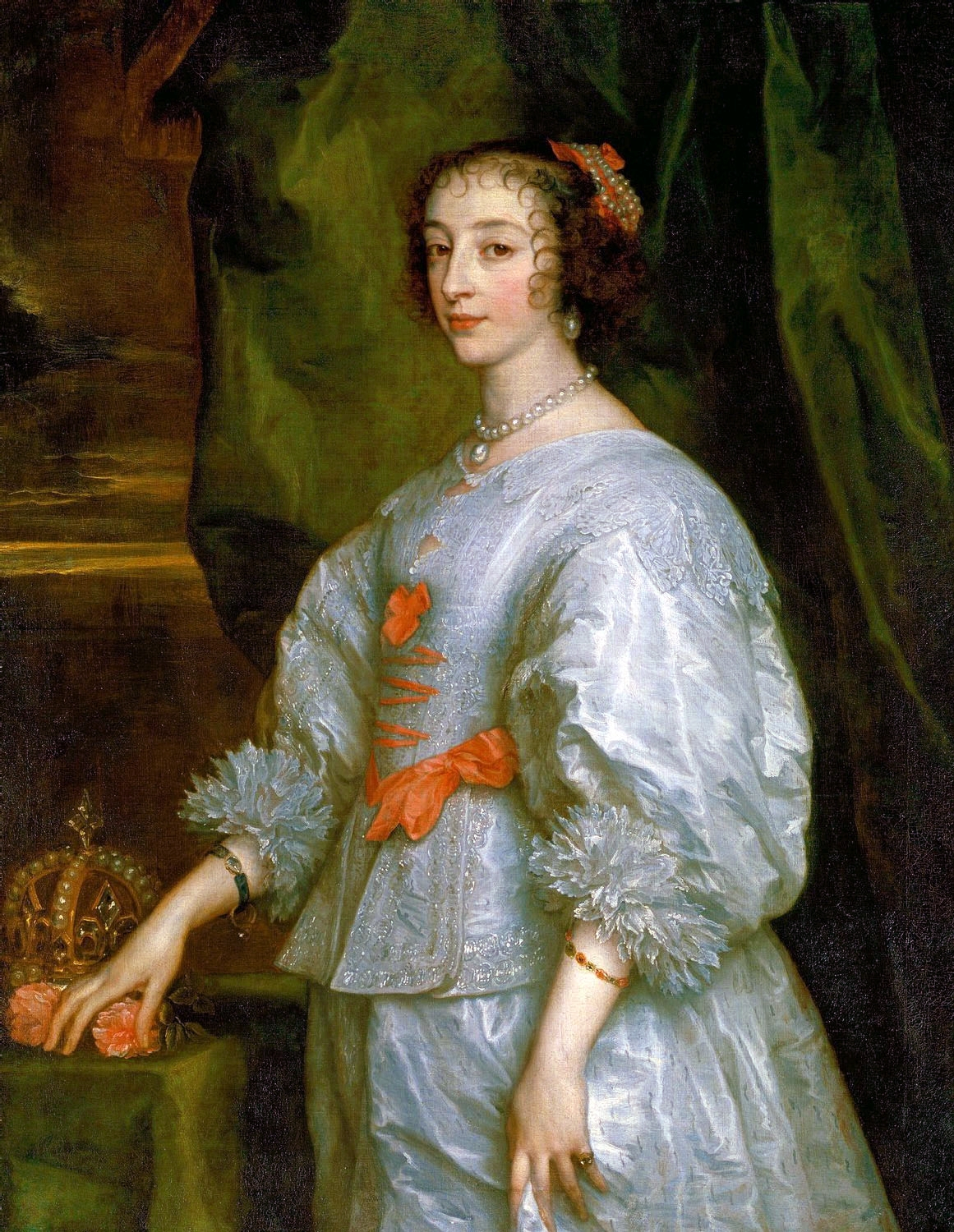
La regina consorte d'Irlanda, Maria Enrichetta

Dal 1570 al 1625 gran parte della popolazione del Regno d'Irlanda era rimasta di fede cattolica malgrado la legislazione inglese stesse escludendoli sempre più dalla vita politica. All'ascesa di Carlo I nel 1625, la sua consorte era la principessa cattolica francese Enrichetta Maria, e nella Camera dei Lords irlandese come nella Camera dei Comuni irlandese sedevano i più ricchi cattolici dell'isola che avevano mosso opposizione alla legislazione riformata anti-cattolica.
Nel 1628 le riforme proposte da questi gruppi vennero elencate e raccolte in quelle che divennero note col nome inglese di "Graces", perché Carlo I esercitasse la grazia di concedere ai cattolici locali di prendere piena parte alla vita politica del paese ed assicurarsi le loro terre ed i loro titoli. Carlo I era d'accordo sul fatto che vi fosse la necessità di riformare le leggi nazionali, ma nel contempo egli voleva governare senza la necessità di un'assistenza finanziaria dei suoi parlamenti in Irlanda, Inghilterra e Scozia. Questo era estremamente difficile dal momento che gli Stuart non erano una dinastia particolarmente ricca e la stessa Corona era stata costretta a vendere molte delle proprietà che possedeva per pagare i debiti accumulati nel 1590-1625.
In Irlanda la conquista Tudor culminò nella guerra dei nove anni (1594–1603), la quale, con la Fuga dei Conti del 1607, aveva portato alle riforme del 1613 sottoscritte dalla maggioranza protestante (108-102) dei coloni "New English" alla camera dei comuni irlandese, in particolare da coloro che risiedevano nel'Ulster. La Camera dei Lords irlandese aveva ancora una solida maggioranza di cattolici, composta essenzialmente da proprietari terrieri di origine gaelica e da "Old English" di origine normanna. Anche se i due gruppi da secoli erano in lotta tra loro, ora sembravano compatti nella necessità di riformare.
La parola "Grace" aveva inoltre per i cattolici un significato teologico importante.

## Fallimento

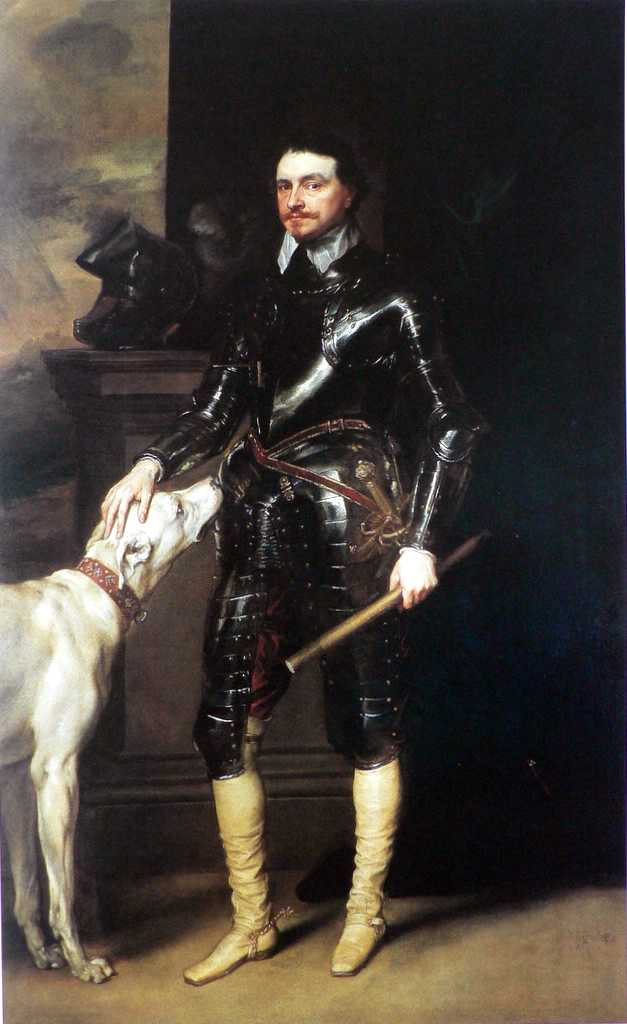
Thomas Wentworth, c. 1639

Il parlamento irlandese si radunò in seduta sul finire del 1634 e l'ordine del giorno venne condotto da Thomas Wentworth che era stato Lord deputato d'Irlanda dal 1632. La priorità di Wentworth era quella di rendere l'Irlanda un paese favorevole a Carlo I, ed il primo punto della sua agenda erano delle tasse supplementari. I membri cattolici si erano accordati per accettare queste nuove tasse a patto che il re accettasse le loro "Graces" (in totale erano giunte 51 proposte di cambiamento). I cattolici erano la maggioranza e questo fece loro sperare di poter ottenere le "Graces" in toto, senza particolari opposizioni.
Il 27 novembre Wentworth si rifiutò personalmente di avallare due delle "Graces" presentate. Queste consistevano nell'estensione della prescrizione inglese anche all'Irlanda e la garanzia del mantenimento dei titoli dei proprietari terrieri di Connacht, una provincia con netta maggioranza di concessioni terriere a cattolici. Come conseguenza, quando Wentworth propose la tassazione, tutti i membri cattolici del parlamento irlandese gli si opposero. Le "Graces" vennero accantonate malgrado le numerose richieste di dialogo col re. 
Il 16 dicembre Wentworth scrisse all'amico Edward Coke a Londra:
"Il partito papista ha fatto male i suoi conti in questa sessione, ma dopo che io ho presentato il 27 del mese scorso la Nostra risposta alle loro Grazie, hanno perso la pazienza..."
Gli storici hanno dibattuto sul reale significato di quanto riportato da Wentworth nella sua lettera del 1634, se davvero ci si riferisse a quella sessione e se essa si fosse veramente svolta in quei termini o se volesse solo fare impressione al collega di Londra. Il dibattito ad ogni modo continuò anche tra i non parlamentari anche se i cattolici si dimostrarono assolutamente inflessibili nelle loro posizioni, facendo campagna anche a Londra perché le ultime due disposizioni venissero accettate come le altre.

## Conseguenze
Le speranze di far accogliere le "Graces" vennero abbandonate a fronte della successiva politica di Wentworth in Irlanda. In particolare, egli confermò le concessioni delle terre della Corona a molte famiglie "Old English" della zona di Connacht ma tale decisione doveva essere rettificata tramite il pagamento di una notevole multa. Il malumore che si creò fu tra i fattori che portarono poi alla rivolta irlandese del 1641 ed all'istituzione della Confederazione irlandese che poi porterà come contro reazione alla conquista cromwelliana dell'Irlanda nel 1649-53. Per ragioni politiche legate all'Inghilterra, Wentworth venne poi accusato dal parlamento e giustiziato nel maggio del 1641.
Dopo la morte di Wentworth, nell'aprile del 1641 re Carlo I ed il suo consiglio privato diedero ordine ai Lords Justices irlandesi il 3 maggio di pubblicare le "Graces" accettate come leggi.